# Лёгкая атлетика на летних Олимпийских играх 1920
Соревнования по лёгкой атлетике на летних Олимпийских играх 1920 года проводились только среди мужчин. В соревнованиях приняли участие 509 легкоатлетов из 25 стран мира. Проходили с 15 по 23 августа 1920 года. Длина беговой дорожки вместо необходимых 400 метров была равна 389,80 метров.

## Призёры
| Вид                         | Золото | Серебро | Бронза |
| --------------------------- | --- | --- | --- |
| 100 метров подробности      | Чарльз Паддок США 10,6 OR | Моррис Киркси США 10,8 | Харри Эдвард Великобритания 11,0                                                                                  |
| 200 метров подробности      | Аллен Вудринг США 22,0 | Чарльз Паддок США 22,0 | Харри Эдвард Великобритания 22,1                                                                                  |
| 400 метров подробности      | Бевил Радд ЮАС 49,6 | Гэй Батлер Великобритания 49,9                                                                                                | Нильс Эндаль Швеция 50,0                                                                                          |
| 800 метров подробности      | Альберт Хилл Великобритания 1.53,4                                                                                                | Эрл Эби США 1.53,6 | Бевил Радд ЮАС 1.54,0                                                                                             |
| 1500 метров подробности     | Альберт Хилл Великобритания 4.01,8                                                                                                | Филип Бэкер Великобритания 4.02,4                                                                                             | Лоуренс Шилдс США 4.03,1                                                                                          |
| 5000 метров подробности     | Жозеф Гийемо Франция 14.55,6 | Пааво Нурми Финляндия 15.00,0                                                                                                 | Эрик Бекман Швеция 15.13,0                                                                                        |
| 10 000 метров подробности   | Пааво Нурми Финляндия 31.45,8 | Жозеф Гийемо Франция 31.47,2                                                                                                  | Джеймс Уилсон Великобритания 31.50,8                                                                              |
| 110 метров с/б подробности  | Эрл Томсон Канада 14,8 WR | Харольд Баррон США 15,1 | Фредерик Мюррей США 15,1                                                                                          |
| 400 метров с/б подробности  | Фрэнк Лумис США 54,0 WR | Джон Нортон США 54,6 | Огаст Деш США 54,7                                                                                                |
| 3000 метров с/п подробности | Перси Ходж Великобритания 10.00,4 OR                                                                                              | Патрик Флинн США 10.21,0 | Эрнесто Амбросини Италия 10.32,0                                                                                  |
| 4×100 метров                | США · Чарльз Паддок · Джексон Шольц · Лорен Мерчисон · Моррис Киркси · 42,2 WR                                                    | Франция · Рене Лорэйн · Рене Тирард · Рене Мурлон · Эмиль Али-Хан · 42,5                                                      | Швеция · Агне Хольмстрём · Уильям Петерссон · Свен Мальм · Нильс Сандстрём · 42,8                                 |
| 4×400 метров                | Великобритания · Сесил Гриффитс · Роберт Линдси · Джон Эйнсуорт-Дэвис · Гэй Батлер · 3.22,1                                       | ЮАР Хеннинг Дэвил Клэренс Олдфилд Джек Оостерлаак Бевил Радд 3.24,2                                                           | Франция · Джорджс Андре · Гастон Фери · Морис Делварт · Андреа Диво · 3.24,8                                      |
| 3000 метров                 | США · Хорэйс Браун · Альфред Шардт · Айвэн Дрессер · Ларри Шилдс* · Майк Девани* · 10 очков                                       | Великобритания · Чарльз Блевитт · Альберт Хилл · Уильям Сигроу · Дункан Макфи* · Перси Ходж* · 20 очков                       | Швеция · Эрик Бэкмен · Свен Лундгрен · Эдвин Уайд · Джозеф Хольснер* · Джон Зандер* · 24 очков                    |
| Личный кросс подробности    | Пааво Нурми Финляндия 27.15,0 | Эрик Бэкмен Швеция 27.15,6 | Хейкки Лииматайнен Финляндия 27.37,0                                                                              |
| Командный кросс             | Финляндия · Пааво Нурми · Хейкки Лииматайнен · Теодор Коскенниеми · Илмари Весамаа* · Эйно Растас* · Ханнес Мейттинен* · 10 очков | Великобритания · Джеймс Уилсон · Фрэнк Хегарти · Альфред Николс · Кристофер Воус* · Уолтер Фримэн* · Ларри Камминс* · 21 очко | Швеция · Эрик Бэкмен · Густаф Мэттссон · Хилдинг Экман · Вернер Магнуссон* · Ларс Хедвалл* · Кнут Альм* · 23 очка |
| Марафон подробности         | Ханнес Колехмайнен Финляндия 2:32.35,8                                                                                            | Юри Лоссман Эстония 2:32.48,6                                                                                                 | Валерио Арри Италия 2:36.32,8                                                                                     |
| Ходьба 3 км                 | Уго Фригерио Италия 13.14,2 | Джордж Паркер Австралия 13.20,6                                                                                               | Ричард Ремер США 13.23,6                                                                                          |
| Ходьба 10 км                | Уго Фригерио Италия 48.06,2 | Джозеф Пирмэн США 49.49,8 | Чарльз Ганн Великобритания 49.54,4                                                                                |
| Прыжок в длину подробности  | Уильям Петерссон Швеция 7,150 | Карл Джонсон США 7,095 | Эрик Абрахамссон Швеция 7,080                                                                                     |
| Тройной прыжок подробности  | Вильо Никич Финляндия 14,505 | Фольк Йенссон Швеция 14,480                                                                                                   | Эрик Эльмлёф Швеция 14,275                                                                                        |
| Прыжок в высоту подробности | Ричмонд Лэндон США 1,935 OR | Харольд Мюллер США 1,900 | Бо Экелунд Швеция 1,900                                                                                           |
| Прыжки с шестом подробности | Фрэнк Фосс США 4,09 WR | Хенри Петерсен Дания 3,70 | Эдвин Майерс США 3,60                                                                                             |
| Толкание ядра подробности   | Вилле Перхеле Финляндия 14,810 | Элмер Никландер Финляндия 14,155                                                                                              | Харри Лайвседж США 14,150                                                                                         |
| Метание веса подробности    | Патрик Макдональд США 11,265 | Патрик Райан США 10,965 | Карл Линд Швеция 10,255                                                                                           |
| Метание диска подробности   | Элмер Никландер Финляндия 44,685                                                                                                  | Армас Тайпале Финляндия 44,190                                                                                                | Огастас Поуп США 42,130                                                                                           |
| Метание молота подробности  | Патрик Райан США 52,875 | Карл Линд Швеция 48,430 | Басил Беннетт США 48,250                                                                                          |
| Метание копья подробности   | Джонни Миирё Финляндия 65,78 OR                                                                                                   | Юрхо Пелтонен Финляндия 63,50                                                                                                 | Пекка Йоханссон Финляндия 63,09                                                                                   |
| Пятиборье подробности       | Ээро Лехтонен Финляндия 14 очков                                                                                                  | Эверетт Брэдли США 24 очка | Хуго Лахтинен Финляндия 26 очков                                                                                  |
| Десятиборье подробности     | Хельге Лёвланд Норвегия 6 803,355 очков                                                                                           | Брутус Хамильтон США 6 771,085 очков                                                                                          | Бертиль Ульсон Швеция 6 580,030 очков                                                                             |